# Lady Grinning Soul
Pistes de Aladdin Sane
The Jean Genie
Lady Grinning Soul est une ballade écrite par David Bowie. Elle clôt son album Aladdin Sane, sorti en 1973. La choriste soul Claudia Lennear, dont Bowie fait la connaissance en 1972, est considérée comme l'inspiratrice de la chanson, qui contient la note la plus haute jamais chantée par Bowie dans un album studio, un sol dièse à 830,6 Hz (G♯5).

## Accueil
Le morceau a été comparé aux thèmes musicaux typiques des films de James Bond. Le pianiste Mike Garson décrit son propre jeu comme « aussi romantique que possible... Français, agrémenté d'un soupçon de Franz Liszt ». Le magazine musical Rolling Stone estime que Bowie accomplit là « la performance vocale la plus étendue et sincère de l'album », tandis que l'auteur Nicholas Pegg considère la piste comme « l'un des enregistrements les plus sous-estimés de Bowie, qui ne ressemble à rien d'autre qu'il ait jamais fait ».
Le morceau a été utilisé dans le film Les Runaways (2010) et dans le documentaire consacré en 2012 à Diana Vreeland Diana Vreeland: The Eye has to Travel.

## Analyse
Selon l'artiste Tanja Stark, Bowie a été influencé par le concept d'Anima de Carl Jung, que le psychanalyste décrit comme un renommage de ce que le poète Carl Spitteler avait appelé « my lady soul » (« ma dame âme ») (Jung, 1968:13).
Mais c'est surtout Claudia Lennear, rencontrée par David Bowie quelques mois avant l'enregistrement, qui aurait été l'inspiratrice du morceau,.
En clôture d'un album consacré au thème de la décadence, la chanson décrit une femme raffinée et altière, dans un vocabulaire qui évoque l'Europe des années 30 (« canasta », « cologne », etc.) et en évoquant des émotions mêlées de nostalgie et d'admiration.

## Autres publications
Lady Grinning Soul a aussi été utilisée comme face B :
- du single Let's Spend the Night Together en juin 1973 ;
- de la version espagnole du single des McCoys Sorrow en novembre 1973 ;
- du single Rebel Rebel ;
- de la version japonaise du single 1984, en avril 1974.

## Reprises
- Ulf Lundell – Sweethearts (traduction suédoise : Elden)
- Paul Roberts – Faith (1999)
- Lucia Micarelli – version instrumentale sur Music From a Farther Room (2004)
- Camille O'Sullivan – Changeling (2012)
- Anna Calvi – Strange Weather (EP) (2014)
- Momus – Turpsycore (2015)
- Chris Brokaw – The Hand That Wrote This Letter (2017)

## Musiciens
- David Bowie : chant, guitare acoustique
- Mike Garson : piano
- Mick Ronson : guitare électrique
- David Sanborn : saxophone
- Trevor Bolder : guitare basse
- Woody Woodmansey : batterie